# 마강호텔
"마강호텔"은 2007년에 개봉한 대한민국의 코미디 영화이다.

## 캐스팅
- 김석훈 : 이대행 역
- 김성은 : 박민아 역
- 조상기 : 배달수 역
- 박희진 : 이정은 역
- 우현 : 오중건 역
- 김뢰하 : 해결사 역
- 도기석 : 박기철 역
- 조경훈 : 성상배 역
- 장태성 : 장용상 역
- 정진각 : 위원장 역
- 백일섭 : 김무상 역
- 이도경 : 이재일 역
- 나경태 : 요리사 역
- 오용 : 세무원 역
- 박길수 : 카센타 사장 역
- 추상록 : 공병구 역
- 권혁풍 : 박두만 역
- 이달형 : 강용산 역
- 정민성 : 택시기사 역
- 이주환 : 불륜 남 역
- 류성현 : 무상파 식구들 역
- 김한규 : 재일파 식구들 역
- 태진아 : 본인 역 (특별출연)